# 멜로디 (가수)
멜로디(1987년 6월 12일 ~)는 대한민국의 가수다. 2011년 디지털 싱글 앨범 [Oh! Mellow:D]로 데뷔했다.

## 방송
- 내 생애 마지막 오디션 (2012) - 28위

## 음반
- Oh! Mellow:D (2011)
- Mellow Diva (Feat. Baby Jin) (2014)
- Rocky Melly (2014)